# Santa Catarina (hadihajó)
A CT-9-es számú Santa Catarina az 1900-as évek elején brazil megrendelésre épített rombolók egyike volt. Részt vett az első világháborúban, a Brazil Expedíciós Hadsereg kötelékében.

## Története

### Építése
A Santa Catarinát a brazil kormány megrendelésére 1908-ban kezdte el építeni az angol Yarrow-hajógyár, Glasgowban. A rákövetkező évben, 1909. október 27-én bocsátották vízre és nemsokára hadrendbe is állították. A Santa Catarina azon tíz romboló közé tartozott, amit a brazil tengerészet rendelt meg az 1906-os évet követően az európai szigetországtól. A brazil használatbavételt követően a hajó első kapitánya, Salustiano Roberto de Lemos Lessa volt.
A békeidőszak alatt több hadgyakorlaton is részt vett és kétszer nagyjavításon esett át. Az első világháborúba való belépésig Rio de Janeiró volt a honos kikötője.

### Háborús alkalmazása
Brazília első világháborúba való belépése után kezdték el szervezni a Brazil Expedíciós Hadsereget, amely kötelékébe tartozott a Hadműveleti Tengerészeti Különítmény (Portugálul:Divisão Naval em Operações de Guerra, röviden DNOG). Ebbe a tengeri különítménybe soroltak nyolc hadihajót, közte két cirkálót, 4 rombolót (a Santa Catarinát is) és két kisegítő hajót. A flotta Pedro Max Fernando Frontin admirális vezérlete alatt indult el 1917-ben és ősszel a Földközi-tenger térségében járőröztek a háború 1918-as befejezéséig.

### Sorsa
A háború végével a hajók visszatértek Brazíliába. A legtöbb hajót a háború után lebontották, a Santa Catarina is hasonló sorsra jutott. 1944. július 28-án törölték a flottajegyzékből.

### Parancsnokai
A hajónak kivonásáig négy parancsnoka volt: 
- Salustiano Roberto de Lemos Lessa
- Arnaldo Siqueira Pinto da Luz
- Benjamim Goulart
- Luiz Filipe Pinto da Luz

## Technikai adatok
| - Vízkiszorítás: 540 tonna - Hosszúság: 73,15 méter - Szélesség: 7,08 méter - Merülés: 2,22 méter - Maximális merülési mélység: 2,42 méter - Hajtómű: 2 db Yarrow kazán, teljesítménye 8800 LE - Üzemanyag: 140 tonna szén | - Sebesség: 28 csomó - Hatótávolság: 1600 mérföld/15 csomó - Fegyverzet: - 2 db 102 mm-es ágyú - 4 db 47 mm-es ágyú - 2 db torpedóvetőcső - Legénység: 104 fő |